# Claudia Spellmant
Claudia Dayanara Spellman Sosa es una activista LGBT hondureña. Por sus esfuerzos como defensora de los derechos humanos, la revista Time la nombró como una de las cien personas más influyentes de 2021.

## Biografía
Según informes de la organización mundial LGBTIQ OutRight Action International, el 26 de mayo de 2007, Claudia Spellmant fue detenida por una patrulla de policía en San Pedro Sula cuando se dirigía a un concierto y se le pidió que subiera al vehículo policial sin motivo alguno. Al negarse, la detuvieron y la llevaron a comisaría. Media hora después, otras siete mujeres, tres de ellas mujeres trans, fueron maltratadas física, verbal y psicológicamente por los policías. El coronel Sandoval, jefe de la policía municipal, dio órdenes de golpear a una de las mujeres trans detenidas. La razón que dio fue que ella había desafiado su orden de evitar ciertas zonas públicas de la ciudad que eran sólo para las llamadas «personas normales y decentes».
A causa de la violencia contra las personas trans, Claudia Spellmant huyó de Honduras en 2013 y ahora vive en Nueva York. Trabaja como modelo.

## Participación
Claudia Spellmant pertenece a la organización de personas trans Colectivo Travesti de San Pedro Sula y es miembro de la red Redlactrans, que representa a organizaciones de personas trans en América Latina y el Caribe. Este aboga por la visibilidad de las personas trans y por una mejora de su situación legal. Spellmant fundó el colectivo trans Colectivo Unidad Color Rossa.

### Sentencia judicial
Junto con la organización de derechos humanos Robert F. Kennedy Derechos Humanos', la red de lesbianas Cattrachas fundada por Indyra Mendoza llevó el caso de la persona trans y activista por las mujeres trans Vicky Hernández ante la Corte Interamericana de Derechos Humanos en Costa Rica. Representaron a la familia de la asesinada y demandaron al gobierno hondureño. En 2009, Hernández había sido brutalmente asesinado en San Pedro Sula a la edad de 26 años. Esto formaba parte de una serie de asesinatos de personas trans que siguieron a un Golpe de Estado de junio que derrocó al presidente José Manuel Zelaya.
Desde la sede de la audiencia en San José, Costa Rica, el tribunal llamó a declarar a otras personas trans por medios virtuales. Entre ellos estaba Claudia Spellmant, que había sido amiga de Vicky Hernández. Hernández visitaba regularmente la oficina del Colectivo Unidad Color Rossa en San Pedro Sula. Al principio, Hernández sólo adquiría preservativos y asistía a cursos de seguridad allí, pero más tarde se convirtió en un miembro activo del colectivo. Las autoridades demostraron que Hernández estaba infectada por el VIH y posteriormente no le hicieron la autopsia, por lo que no se pudieron determinar completamente las circunstancias de su muerte. Spellmant testificó que el cuerpo de Hernández no presentaba signos de autopsia, sino que había recibido un disparo en la cabeza. El testigo expresó la creencia de que Hernández murió porque era una persona trans infectada por el VIH.
Spellmant declaró en 2020 que en Honduras la discriminación sistemática empujaba a las personas trans a la prostitución. La mayoría de las personas trans que permanecían en ese estado morían.
En junio de 2021, el tribunal ordenó al gobierno hondureño que siguiera investigando el caso y que iniciara una legislación para proteger a las personas LGBT. Entre otras cosas, dijo, se debe permitir a las personas trans cambiar oficialmente su identidad de género.  Además, el tribunal ordenó al gobierno pagar 30.000 dólares en daños y perjuicios a la familia de Vicky Hernández. Además, el gobierno hondureño tendría que crear una beca para mujeres trans que lleve el nombre de Vicky Hernández. Asimismo, se deberá crear un programa antidiscriminación para los organismos de seguridad y un registro estatal de actos violentos contra las personas LGBT. Honduras ha anunciado que cumplirá la sentencia.
Claudia Spellmant y sus compañeros lograron así por primera vez un fallo judicial histórico sobre la cuestión de si los gobiernos de la región habían hecho lo suficiente para proteger a las personas trans hasta el momento. Este fallo se considera un "hito" legal para América Latina y el Caribe.

### Antecedentes
Honduras es uno de los países más peligrosos para las personas de la comunidad LGBTIQ. Se han registrado más de 389 asesinatos de personas LGBTIQ desde agosto de 2009 (hasta agosto de 2021). Sólo 89 de los casos han sido procesados y el 90 por ciento de los actos quedan impunes. Debido a la impunidad generalizada de estos crímenes contra las personas de la comunidad LGBTIQ, se formaron numerosas organizaciones para crear refugios, registrar los actos de violencia y difundirlos en los medios de comunicación internacionales. Según las observaciones de la Asociación Arco Iris, una persona LGBTI es asesinada en promedio cada 11 días en Honduras. Eso supone unos 33 al año.

## Premios
- 2021: Time - Claudia Spellmant, junto con Indyra Mendoza, fue seleccionada como una de las cien personas más influyentes de 2021 y nombrada en la lista Time 100.[14]